# Jeret Peterson
Jeret Peterson (Boise, 12 de diciembre de 1981-Emigration Canyon, 25 de julio de 2011) fue un deportista estadounidense que compitió en esquí acrobático, especialista en la prueba de salto aéreo.
Participó en tres Juegos Olímpicos de Invierno, entre los años 2002 y 2010, obteniendo una medalla de plata en Vancouver 2010, en la prueba de salto aéreo.

## Medallero internacional
| Juegos Olímpicos | Juegos Olímpicos   | Juegos Olímpicos | Juegos Olímpicos |
| Año              | Lugar              | Medalla          | Prueba           |
| ---------------- | ------------------ | ---------------- | ---------------- |
| 2010             | Vancouver (Canadá) | Medalla de plata | Salto aéreo      |